# Пєтніков Григорій Миколайович
Пєтніков Григорій Миколайович (6 лютого 1894, Харків — 10 травня 1971, Старий Крим) — російський і
український поет-футурист, перекладач, видавець.  Член СП СРСР з 1955 року. Свої твори писав російською мовою.

## Життєпис
Григорій Пєтніков народився 6 лютого 1894 року в Харкові в родині українського дворянина, колезького секретаря Миколи Йосиповича Пєтнікова і дочки полкового лікаря, яка походила з сім'ї відомих польських революціонерів Краєвських, учасників повстання 1863-64 рр. Дід поета, Йосип Якимович Пєтников, походив з міщан, був колезьким асесором, ветеринарним лікарем Харківської земської стайні.
У 1905-1913 роках Григорій навчався в 3-й харківській гімназії, у п'ятому класі випускав рукописний журнал «Народи і країни», тоді ж подружився з Божидаром (Гордєєвим). У 1913 році, після знайомства з Миколою Асєєвим, захопився поезією і приєднався до футуристичного табору. У тому ж 1913 році разом з Божидаром вступив на історико-філологічний факультет Московського університету й одночасно відвідував лекції в Народному університеті ім. А. Шанявського. Але незабаром через хворобу повернувся до Харкова, де провів більшу частину навчального року.
У 1914 році спільно з Божидаром і Асєєвим заснував в Харкові видавництво «Лірень». Після трагічної смерті Божидара в 1914 році перервав навчання в Москві, став його духівником і видавцем. У цьому ж році вступив на юридичний факультет Харківського університету, який закінчив в 1918 р.. У 1919-1922 рр. навчався на літературному відділенні Академії теоретичних знань. Був практично одноосібним керівником «Ліреня», який проіснував до 1922 р., випустив близько двох десятків книг (своїх, Миколи Асєєва, Божидара, Велимира Хлєбникова і ін.). У 1918— 19 роках був головою Всеукраїнської літературного комітету при Наркомосі.
Друкуватися почав 1915 року. Автор збірок віршів російською мовою про події громадянської війни у Росії 1917 року та соціалістичне будівництво в СРСР. Серед найвизначніших збірок віршів Пєтнікова: "Парость сонця" (1918), "Нічні блискавки" (1928), "Молодість світу" (1934), "Заповітна книга" (1961), "Вранішнє світло" (1967). Відомий як перекладач з української на російську, зокрема, переклав чимало творів Тараса Шевченка, Марка Вовчка, Івана Франка, українських народних казок на російську.
Дружина — Віра Михайлівна Синякова, дочка харківського купця з охтирських міщан Михайла Івановича Синякова, одна з п'яти відомих у мистецтві сестер Синякових.

### Місце народження
У радянських та російських джерелах місцем народження Пєтнікова вказано Санкт-Петербург. Але харківський краєзнавець, дослідник історії Слобідської України Андрій Парамонов, довів, що місцем народження Пєтнікова насправді є Харків. Такий висновок зроблений ним на основі виявленого у фондах Державного архіву Харківської області свідоцтва про несудимість батька поета Миколи Йосиповича Пєтнікова, який мешкав за адресою: вул. Старо-Московська, № 54, де вказано склад його родини, вік дітей та місце їх народження.

### Голова земної кулі
Григорій Пєтніков разом із соратником Велимиром Хлєбниковим вигадали для Хлєбнікова звання  першого «Голови Земної Кулі» (рос. «Председателя Земного Шара»). Цим званням, другого і так далі, також нагороджували деяких інших однодумців-футуристів. У 1963 році Пєтніков заповідав це звання Леоніду Вишеславському..

## Переклади українською
В українській періодиці вірші Григорія Пєтнікова українською публікувались у перекладах Майка Йогансена (переклав вірш «Український ярмарок», оповідання «Місто» тощо), Володимира Сосюри (переклав вірш «Шляхи, які ми вибіраєм»), Павла Тичини (переклав вірш «То-ре-та: піонерський табір»), Володимира Свідзинського, Сави Голованівського, Миколи Хвильового та Василя Бобинського. Зокрема Микола Хвильовий під псевдонімом С. Кароль опублікував свій переклад з Григорія Пєтнікова у харківському місячнику «Червоний шлях».
Переклади у періодиці
- Григорій Пєтніков. Місто: Оповідання / Пер. з рос. Майк Йогансен // Вікна, 1931, № 3 — с.24
- Григорій Пєтніков. Партизанська-уральська; «Говорить громенко до бурхайла-діда…»: [Вірші]. Пер. з рос. Майк Йогансен // Червоний шлях, 1933, № 6 — с.61
- Григорій Пєтніков. Лижна. Поезія. Переклад з російської: Майк Йогансен // Червоний шлях. — Харків : Державна друкарня, 1935. — № 2. — 128 стор.: с. 68-69
- Григорій Пєтніков. Революція. Переклад з російської: Майк Йогансен. // Літературний журнал. Книга 1 : Серпень. Київ: Державне літературне видавництво, 1936. 150 стор.: с. 50[8]
- Григорій Пєтніков. Донбас у ночі. Поезія. Переклад з російської: ?. // Літературний журнал. Книга 7 : Серпень. — Київ: Державне літературне видавництво, 1937. — 126 стор.: с. 48[8]

Окермі видання
- Григорій Пєтніков. Поезії [в українському перекладі]. Переклад з російської: О. Жихаренко [О. І. Жихарьов], В. І. Алешко, М. В. Доленго, Д. Ю. Загул. Харків: Цех каменярів; Друкарня Синів М. Зільберберг, 1920. 17 стор.[9]
- Григорій Пєтніков. Вибрані поезії. Переклад з російської: Майк Йогансен, Володимир Свідзинський та інші. Харків: ЛіМ. 1934. 147 стор.
- Ґріґорій Пєтніков. Вибрані вірші.[10] // Володимир Свідзинський. Твори у 2 т. : Том 2, Переклади, Статті. Листи. -. Ред. Г. Грабович. — Київ: Критика, 2004. 509 стор. — (Відкритий архів). ISBN 966-7679-51-9 (серія). ISBN 966-7679-53-5 (2 том)